# Јефтић
Јефтић је српско презиме. Значајни људи са презименом укључују:
- Данина Јефтић (рођена 1986), српска глумица и рукометашица